# Hideaki Ōmura
Hideaki Ōmura (大村 秀章 Ōmura Hideaki, 9 de marzo de 1960) es un político japonés ejerciendo como actual gobernador de la prefectura de Aichi. También fue antiguo miembro de la cámara de representantes de Japón por el partido liberal democrático.
Nativo de Hekinan y graduado en la Universidad de Tokio, se incorporó al Ministerio de Agricultura, Silvicultura y Pesca en 1982.